# Cúp bóng đá U-17 nữ châu Á
Cúp bóng đá U-17 nữ châu Á (tiếng Anh: AFC U-17 Women's Asian Cup) là giải bóng đá dành cho nữ của các quốc gia châu Á không quá 17 tuổi. Giải đấu này được tổ chức bởi Liên đoàn bóng đá châu Á với hai năm một lần và tổ chức như thi đấu vòng loại cho giải vô địch bóng đá nữ U-17 thế giới.
Giải đấu được tổ chức lần đầu tiên vào năm 2005 với cầu thủ dưới 17 tuổi. Với chỉ có 10 đội bóng tham dự lần đầu tiên, không được đánh giá cao. Năm 2007, giải đấu chuyển sang chỉ dành cho nữ dưới 16 tuổi, một lần nữa 8 đội tham dự giải đấu. Năm 2009, có 12 đội tham dự vòng chung kết và do đó lần đầu tiên có một vòng loại được tổ chức trước đó. Giải đấu vào năm 2011 có hai vòng đấu loại. Có 5 đội xếp hạt giống được giành quyền tham dự vòng chung kết còn 13 đội còn lại phải cạnh tranh nhau cho vị trí hạt giống thứ 6.

## Kết quả
Tên giải
- 2005: Giải vô địch bóng đá nữ U-17 châu Á
- 2007–2019: Giải vô địch bóng đá nữ U-16 châu Á
- 2022–nay: Cúp bóng đá U-17 nữ châu Á

| Lần thứ | Năm  | Chủ nhà    |                     | Chung kết                                    | Chung kết                                    | Chung kết                                    |                                              | Tranh hạng ba                                | Tranh hạng ba                                | Tranh hạng ba                                |
| Lần thứ | Năm  | Chủ nhà    | Vô địch             | Tỷ số                                        | Á quân                                       | Hạng ba                                      | Tỷ số                                        | Hạng tư                                      |                                              |                                              |
| ------- | ---- | ---------- | ------------------- | -------------------------------------------- | -------------------------------------------- | -------------------------------------------- | -------------------------------------------- | -------------------------------------------- | -------------------------------------------- | -------------------------------------------- |
| 1       | 2005 | Hàn Quốc   |                     | · Nhật Bản                                   | 1–1 (s.h.p.) (3–1 p)                         | · Trung Quốc                                 |                                              | · Thái Lan                                   | 2–1                                          | · Hàn Quốc                                   |
| 2       | 2007 | Malaysia   | · CHDCND Triều Tiên | 3–0                                          | · Nhật Bản                                   | · Hàn Quốc                                   | 1–1 (s.h.p.) (4–2 p)                         | · Trung Quốc                                 |                                              |                                              |
| 3       | 2009 | Thái Lan   | · Hàn Quốc          | 4–0                                          | · CHDCND Triều Tiên                          | · Nhật Bản                                   | 6–2                                          | · Úc                                         |                                              |                                              |
| 4       | 2011 | Trung Quốc | · Nhật Bản          | Vòng tròn một lượt                           | · CHDCND Triều Tiên                          | · Trung Quốc                                 | Vòng tròn một lượt                           | · Hàn Quốc                                   |                                              |                                              |
| 5       | 2013 | Trung Quốc | · Nhật Bản          | 1–1 (6–5 p)                                  | · CHDCND Triều Tiên                          | · Trung Quốc                                 | 2–2 (s.h.p.) (4–2 p)                         | · Thái Lan                                   |                                              |                                              |
| 6       | 2015 | Trung Quốc | · CHDCND Triều Tiên | 1–0                                          | · Nhật Bản                                   | · Trung Quốc                                 | 8–0                                          | · Thái Lan                                   |                                              |                                              |
| 7       | 2017 | Thái Lan   | · CHDCND Triều Tiên | 2–0                                          | · Hàn Quốc                                   | · Nhật Bản                                   | 1–0                                          | · Trung Quốc                                 |                                              |                                              |
| 8       | 2019 | Thái Lan   | · Nhật Bản          | 2–1                                          | · CHDCND Triều Tiên                          | · Trung Quốc                                 | 2–1                                          | · Úc                                         |                                              |                                              |
| —       | 2022 | Indonesia  |                     | Bị hủy bỏ do ảnh hưởng của đại dịch COVID-19 | Bị hủy bỏ do ảnh hưởng của đại dịch COVID-19 | Bị hủy bỏ do ảnh hưởng của đại dịch COVID-19 | Bị hủy bỏ do ảnh hưởng của đại dịch COVID-19 | Bị hủy bỏ do ảnh hưởng của đại dịch COVID-19 | Bị hủy bỏ do ảnh hưởng của đại dịch COVID-19 | Bị hủy bỏ do ảnh hưởng của đại dịch COVID-19 |
| 9       | 2024 | Indonesia  | · CHDCND Triều Tiên | 1–0                                          | · Nhật Bản                                   |                                              | · Hàn Quốc                                   | 2–1                                          | · Trung Quốc                                 |                                              |
| 5       | 2026 | Trung Quốc |                     |                                              |                                              |                                              |                                              |                                              |                                              |                                              |
| 6       | 2027 | Trung Quốc |                     |                                              |                                              |                                              |                                              |                                              |                                              |                                              |
| 7       | 2028 | Trung Quốc |                     |                                              |                                              |                                              |                                              |                                              |                                              |                                              |

## Các đội tuyển lọt vào tốp bốn
| Quốc gia          | Vô địch | Á quân | Hạng ba | Hạng tư | Tổng số |
| ----------------- | ------- | ------ | ------- | ------- | ------- |
| Nhật Bản          | 4       | 3      | 2       | 0       | 8       |
| CHDCND Triều Tiên | 4       | 4      | 0       | 0       | 7       |
| Hàn Quốc          | 1       | 1      | 2       | 2       | 5       |
| Trung Quốc        | 0       | 1      | 4       | 3       | 7       |
| Thái Lan          | 0       | 0      | 1       | 2       | 3       |
| Úc                | 0       | 0      | 0       | 2       | 2       |

## Tóm tắt huy chương
| Hạng               | Đoàn               | Vàng | Bạc | Đồng | Tổng số |
| ------------------ | ------------------ | ---- | --- | ---- | ------- |
| 1                  | CHDCND Triều Tiên  | 4    | 4   | 0    | 8       |
| 2                  | Nhật Bản           | 4    | 3   | 2    | 9       |
| 3                  | Hàn Quốc           | 1    | 1   | 2    | 4       |
| 4                  | Trung Quốc         | 0    | 1   | 4    | 5       |
| 5                  | Thái Lan           | 0    | 0   | 1    | 1       |
| Tổng số (5 đơn vị) | Tổng số (5 đơn vị) | 9    | 9   | 9    | 27      |

## Giải thưởng
| Giải đấu | Cầu thủ xuất sắc nhất | Cầu thủ ghi bàn hàng đầu | Bàn thắng | Giải thưởng giải phong cách |
| -------- | --------------------- | ------------------------ | --------- | --------------------------- |
| 2005     | Hara Natsuko          | Hara Natsuko             | 12        | Không có giải thưởng        |
| 2007     | Yun Hyon-hi           | Yun Hyon-hi              | 7         | Không có giải thưởng        |
| 2009     | Kim Da-hye            | Yeo Min-ji               | 10        | Không có giải thưởng        |
| 2011     | Narumiya Yui          | Ri Un-sim                | 9         | Thái Lan                    |
| 2013     | Sugita Hina           | Kobayashi Rikako         | 7         | CHDCND Triều Tiên           |
| 2015     | Ri Hae-yon            | Wang Yanwen              | 6         | Nhật Bản                    |
| 2017     | Kim Kyong-rong        | Kim Kyong-rong           | 9         | Nhật Bản                    |
| 2019     | Nishio Hanon          | Hamano Maika             | 5         | CHDCND Triều Tiên           |

## Kết quả mọi thời đại
Tính đến  năm năm 2019.
| Hạng | Đội tuyển         | SL | St | T  | H | B  | BT  | BB  | HS   | Đ  |
| ---- | ----------------- | -- | -- | -- | - | -- | --- | --- | ---- | -- |
| 1    | Nhật Bản          | 8  | 38 | 28 | 5 | 5  | 205 | 20  | +185 | 89 |
| 2    | CHDCND Triều Tiên | 7  | 32 | 25 | 3 | 4  | 121 | 19  | +102 | 78 |
| 3    | Trung Quốc        | 8  | 35 | 17 | 7 | 11 | 128 | 39  | +89  | 58 |
| 4    | Hàn Quốc          | 8  | 32 | 14 | 8 | 10 | 88  | 42  | +46  | 50 |
| 5    | Thái Lan          | 8  | 30 | 9  | 2 | 19 | 45  | 125 | −80  | 29 |
| 6    | Úc                | 6  | 25 | 7  | 3 | 12 | 44  | 47  | −3   | 24 |
| 7    | Đài Bắc Trung Hoa | 4  | 10 | 2  | 0 | 8  | 9   | 62  | −53  | 6  |
| 8    | Uzbekistan        | 2  | 5  | 1  | 1 | 3  | 3   | 11  | –-8  | 4  |
| 9    | Hồng Kông         | 1  | 3  | 1  | 1 | 1  | 3   | 24  | −21  | 4  |
| 10   | Guam              | 2  | 5  | 1  | 1 | 3  | 1   | 39  | −38  | 4  |
| 11   | Ấn Độ             | 1  | 3  | 1  | 0 | 2  | 10  | 13  | −3   | 3  |
| 12   | Iran              | 2  | 5  | 1  | 0 | 4  | 2   | 22  | −20  | 3  |
| 13   | Bangladesh        | 3  | 9  | 0  | 1 | 8  | 6   | 55  | −49  | 1  |
| 14   | Jordan            | 1  | 2  | 0  | 0 | 2  | 1   | 8   | −7   | 0  |
| 15   | Việt Nam          | 1  | 3  | 0  | 0 | 3  | 0   | 14  | −14  | 0  |
| 16   | Myanmar           | 1  | 3  | 0  | 0 | 3  | 2   | 19  | −17  | 0  |
| 17   | Lào               | 1  | 3  | 0  | 0 | 3  | 0   | 17  | −17  | 0  |
| 18   | Bahrain           | 1  | 2  | 0  | 0 | 2  | 0   | 25  | −25  | 0  |
| 19   | Indonesia         | 1  | 3  | 0  | 0 | 3  | 0   | 32  | −32  | 0  |
| 20   | Singapore         | 1  | 3  | 0  | 0 | 3  | 0   | 34  | −34  | 0  |

## Kết quả tóm tắt
Chú thích
- 1st – Vô địch
- 2nd – Á quân
- 3rd – Hạng ba
- 4th – Hạng tư
- QF – Tứ kết
- GS – Vòng bảng
- •  – Không vượt qua vòng loại
- ×  – Không tham gia / Rút lui
- XX – Quốc gia không tồn tại hoặc đội tuyển quốc gia không hoạt động
- – Chủ nhà
- q – Vượt qua vòng loại cho giải đấu sắp tới

Đối với mỗi giải đấu, cờ của nước chủ nhà và số đội trong mỗi giải đấu chung kết (trong dấu ngoặc đơn) được hiển thị.
| Đội tuyển         | 2005 (11) | 2007 (6) | 2009 (8) | 2011 (6) | 2013 (12) | 2015 (8) | 2017 (8) | 2019 (8) | 2024 (8) | Tổng số |
| ----------------- | --------- | -------- | -------- | -------- | --------- | -------- | -------- | -------- | -------- | ------- |
| Úc                | ×         | GS       | 4th      | R1       | GS        | •        | GS       | 4th      |          | 6       |
| Bahrain           | ×         | ×        | ×        | ×        | GS        | •        | ×        | •        |          | 1       |
| Bangladesh        | GS        | ×        | ×        | ×        | ×         | •        | GS       | GS       |          | 3       |
| Trung Quốc        | 2nd       | 4th      | GS       | 3rd      | 3rd       | 3rd      | 4th      | 3rd      |          | 8       |
| Đài Bắc Trung Hoa | GS        | ×        | GS       | •        | GS        | GS       | •        | •        |          | 4       |
| Guam              | GS        | ×        | ×        | •        | GS        | ×        | •        | •        |          | 2       |
| Hồng Kông         | GS        | ×        | ×        | ×        | •         | •        | •        | •        |          | 1       |
| Ấn Độ             | GS        | ×        | •        | •        | •         | •        | •        | •        |          | 1       |
| Indonesia         | GS        | ×        | ×        | ×        | ×         | ×        | ×        | •        | q        | 2       |
| Iran              | ×         | ×        | ×        | •        | GS        | GS       | •        | •        |          | 2       |
| Nhật Bản          | 1st       | 2nd      | 3rd      | 1st      | 1st       | 2nd      | 3rd      | 1st      |          | 8       |
| Jordan            | ×         | ×        | ×        | •        | GS        | •        | •        | •        |          | 1       |
| CHDCND Triều Tiên | ×         | 1st      | 2nd      | 2nd      | 2nd       | 1st      | 1st      | 2nd      |          | 7       |
| Hàn Quốc          | 4th       | 3rd      | 1st      | 4th      | GS        | GS       | 2nd      | GS       |          | 8       |
| Lào               | ×         | ×        | ×        | ×        | ×         | ×        | GS       | •        |          | 1       |
| Myanmar           | ×         | ×        | GS       | •        | •         | •        | •        | •        |          | 1       |
| Singapore         | GS        | ×        | •        | •        | ×         | ×        | •        | •        |          | 1       |
| Thái Lan          | 3rd       | GS       | GS       | R1       | 4th       | 4th      | GS       | GS       |          | 8       |
| Uzbekistan        | ×         | ×        | •        | ×        | GS        | GS       | •        | •        |          | 2       |
| Việt Nam          | ×         | ×        | ×        | •        | ×         | •        | •        | GS       |          | 1       |